# Вашкінський район
Вашкінський район (рос. Вашкинский район) — муніципальне утворення у Вологодській області.

## Адміністративний устрій
Складається з 3 поселень:
- Андрієвське сільське поселення(інші мови);
- Кіснемське сільське поселення;
- Липиноборське сільське поселення.